# Stan Sulzmann
Stan Sulzmann (Londen, 30 november 1948) is een Britse jazzsaxofonist.

## Biografie
Sulzmann begon als saxofonist in bluesbands. In 1965 was hij lid van de eerste uitgave van het National Youth Jazz Orchestra. Daarna werkte hij als scheepsmuzikant op de Queen Mary. Vervolgens studeerde hij aan de Royal Academy of Music. Hij speelde in de bands van John Dankworth, Graham Collier en Michael Gibbs. Gelijktijdig was hij werkzaam als huismuzikant bij Ronnie Scott en trad daar op met Clark Terry, Sonny Rollins, Johnny Griffin en de Kenny Clarke/Francy Boland Big Band. In 1970 formeerde hij zijn eerste kwartet met John Taylor, Ron Mathewson en Tony Levin, dat meer dan een decennium bestond.
In 1973 en 1974 was hij lid van het uit het kwintet van Alan Skidmore ontstane John Taylor Sextet. Verder was hij betrokken bij opnamen van John Surman/John Warren en Volker Kriegel. Later behoorde hij tot het kwintet van Kenny Wheeler en Dave Holland, maar ook tot het Ali Haurands European Jazz Ensemble. Verder werkte Sulzmann in duet met Mark Copland, in het Alleric Saxophone Quartet met Evan Parker, Julian Argüelles en Ray Warleigh en in zijn Bass Quartet met twee bassisten en Steve Argüelles. Hij werkte mee aan opnamen van Gavin Bryars, Joachim Kühn, Tony Hymas, Chet Baker en de Khan Family. In 2015 verscheen het duoalbum Stardust met de pianist Nikki Iles.